# Grand Prix Jules Lowie 1945
La 2e édition du Grand Prix Jules Lowie, devenu la Nokere Koerse en 1963, a eu lieu le 25 avril 1945. Elle a été remportée par le Belge Briek Schotte.

## Classement final
Briek Schotte remporte la course. Quarante-deux coureurs ont pris le départ.
| Classement final, | Classement final, | Classement final, | Classement final, | Classement final, |
|                   | Coureur           | Pays              | Équipe            | Temps             |
| ----------------- | ----------------- | ----------------- | ----------------- | ----------------- |
| 1er               | Briek Schotte     | Belgique          | Alcyon-Dunlop     |                   |
| 2e                | Michel Remue      | Belgique          |                   |                   |
| 3e                | Désiré Keteleer   | Belgique          |                   |                   |
| modifier          |                   |                   |                   |                   |